# 自動販売機に生まれ変わった俺は迷宮を彷徨う
『自動販売機に生まれ変わった俺は迷宮を彷徨う』（じどうはんばいきにうまれかわったおれはめいきゅうをさまよう）は、昼熊による日本のライトノベル作品。2016年3月より「小説家になろう」にて投稿連載が開始され、同年12月に全10章で完結。2016年8月には加藤いつわをイラスト担当とする角川スニーカー文庫（KADOKAWA）版として書籍化されたが、こちらはWeb版第3章に相当する第3巻で刊行が打ち切られている。その後、テレビアニメ化を受けて、2023年に憂姫はぐれがイラストを担当する新装版の刊行が開始され、第3巻まで発売。さらにテレビアニメ第2期に合わせて、2025年7月に電子書籍限定で新装版第4巻（実質的には第4〜7巻の合冊版）がリリースされた。
メディアミックスとして、九二枝によるコミカライズが『月刊コミック電撃大王』（同）にて、2021年10月号から連載中。2023年からはテレビアニメが制作されている。2023年7月から9月までテレビアニメ第1期が放送された。2023年9月にはテレビアニメの第2期制作の決定が発表された。

## あらすじ
自動販売機マニアの「俺」は交通事故に巻き込まれた際に、倒れる自動販売機を助けようとしてその下敷きになって死んだ。目が覚めると自動販売機に転生して湖の前に立っていたが、体は動かず、声も録音済みの限られた言葉しか話せなかった。
誰もいない湖畔で数日孤独に過ごしていると、腹をすかせた怪力少女のラッミスに出会い、意志を持つ魔道具だと認識され、何とか意思の疎通に成功する。ラッミスに背負われて迷宮内の村に行き、ハッコンと名付けられ、自販機として地球の飲食物を村人たちに販売する。
ハンター協会とケリオイル率いる愚者の奇行団による大規模討伐の際、ハッコンはラッミスに背負われて飲食物の提供係として参加し、巨大な魔物に襲われてピンチになった際にメントスコーラによる攻撃で危機を脱する。
村に帰還後、中に金を溜め込んでいると思われて盗賊団に誘拐され、ハッコンの解析のため先に誘拐されていた魔道具技師のヒュールミと出会う。長期間閉じ込められて不便な生活となっているヒュールミに商品を提供し状況を改善していると、ハッコンのいる盗賊団のアジトがハッコンの捜索に来たラッミス達と愚者の奇行団の襲撃を受ける。戦闘中爆石の爆発によって生き埋めになるトラブルをくぐり抜けて、ハッコンはヒュールミと共に無事救助される。
冬を越した後、ハンターギルドから鰐人魔の調査を依頼されて愚者の奇行団とラッミス、ヒュールミと共に行くこととなり、愚者の奇行団の独断で鰐人魔と戦うが、その中で階層の主である八本足の巨大なワニに襲われ、ラッミスは気絶してしまう。愚者の奇行団とラッミス達を逃がすためハッコンは残って囮となり、主に飲み込まれるも中で自販機の機能によるガスの噴射と、知恵を振り絞って着火を行い、体内からのガス爆発で主を倒す。
しかし、今度は階層割れに飲み込まれ、下の迷宮階層に落ちてしまう。風船の浮力と段ボール製自動販売機への変身による軽量化でなんとか迷宮階層に無事着陸すると、そこで暴食の悪魔団というタスマニアデビルの獣人の集団と出会い、彼らの理解力の低さからコミュニケーションを取れず苦戦しながらも迷宮を進み、ラッミス達と再会することが出来た。
ラッミス達と再会後、愚者の奇行団団長のケリオイルから「最深部へ辿り着き、条件を満たすとメダルの数の分なんでも願いを叶えられる」という迷宮の伝説を聞かされ、迷宮階層の階層主である炎巨骨魔を倒すこととなる。迷宮階層の罠である巨大な落とし穴に炎巨骨魔を落とし、ハッコンのドライアイスで炎巨骨魔が纏う炎の消化に成功。後はトドメを刺すだけだったが、穴の底は二酸化炭素が充満し入れば窒息死してしまう。しかし科学知識を知らないハンター達が穴に入ろうとしてしまう。慌てたハッコンはあえてエロ本の販売機に変身し、ラッミスに投げてもらうことで炎巨骨魔にハッコンが直撃し、炎巨骨魔を倒すことができた。手に入れたメダルは交渉の末ケリオイルが金で買うことで愚者の奇行団の物となった。

## 登場人物
声の項はテレビアニメの声優。
ハッコン
声 - 福山潤
本作の主人公。自動販売機に転生した青年。
「宝物」と敬うほどに生前は給料の大半を自動販売機につぎ込む自販機マニア。しかし、この「自動販売機を全面的に受け入れるスタンス」から目の前で起きた交通事故の衝撃で軽トラックの荷台から飛んできた自動販売機を、避けずに受け止めようとして下敷きになり死亡したが、気付くと異世界の湖畔で自動販売機になっていた。後述のラッミスによって「ハッコン」と名付けられたが、生前の名は不明。テレビアニメの字幕では転生前は「主人公」、転生後名前が付けられるまでは「自動販売機」と表示されていた。
自販機に転生後は動くことはできず、あらかじめ録音されたセリフしか発することができないが、ラッミスの提案で肯定の時は「いらっしゃいませ」、否定の時は「ざんねん」と言うことで他者とコミュニケーションをとる。
投入された硬貨がポイントに変わり、ポイントによって魔力の維持や商品補充、自販機の機能拡張、新しいスキルを習得できる。転生直後は最初に与えられたポイントで「結界」を入手し、周囲1メートルの範囲で攻撃から身を守ることが出来るようになった。ポイントは自身の稼働にも使用される関係上、ポイントが0になると機能停止してしまうため、常に一定量以上の商品を売り、ポイントを稼ぐ必要がある。自販機の機能は飲料を販売するものだけでなく、お菓子を販売する球状の販売機やジュークボックスなど別の自販機の姿にも変えられる。ハッコン自身が購入したことのある商品や知っている自販機の種類にしか変身することが出来ないが、自販機に関しては膨大な知識を有しており、その点で困ったことは無い。
自動販売機であるため戦闘には参加できないが、食料調達要員として重宝される。また有事の際はメントスコーラやガス爆発など、知恵を振り絞って攻撃手段を作り出している。
のちに録音されたセリフの語り出し部分をつなぎ合わせるという方法で、ある程度自由に喋れるようになる。
機械の体になったためか危険に身を晒すことに抵抗が無く、度々無茶をしてはラッミスに怒られている。
転生した当初は人間に戻ることを考えてはいたが、自動販売機として過ごしている内にその願望は薄れてきており、迷宮の伝説から自分が人間に戻れる可能性を示された際、ハッコンが人間に戻ることを強く望んだラッミスに対してハッコン自身は消極的。
モノローグで語る際は目が表示され感情を表現するが、これは読者・視聴者が分かりやすくするためのデフォルメであり、実際に目が存在するわけではない。本人や登場人物の視点ではただの自動販売機である。
地表から迷宮の底辺に墜落した際に、「痛い、痛い」と（心の声で）言っていることから衝撃や寒暖はわかる模様。眠ったり考え事をすると、展示商品の照明が節電モードになったり、点滅するのでラッミスにも気付かれる。
ラッミス
声 - 本渡楓
本作のヒロイン。怪力の加護を持つハンターの少女。ハッコンを初めて利用した人物。
怪力の加護により、外見よりも遥かに力が強い怪力の持ち主で、400キログラム以上あるハッコンを軽々と持ち運ぶ。一人称は「うち」。標準語と関西弁を切り替えて会話する。
仲間のハンターに囮として見捨てられ、逃げる際に食料も紛失して迷宮内を彷徨っていた時、ハッコンと出会う。ハッコンの商品を買うことで食料を確保し、ハッコンと共に無事集落に帰還する。
初めて自動販売機のハッコンを見た際も特にミスも無く商品の購入が出来る、特定の言語しか喋れないハッコンと意思疎通を殆ど誤解無く行えるなど、理解力は良い。
武器は持っておらず素手で戦う。ハッコンと出会う前は怪力を持て余し大振りになっていたため攻撃が当たらずハンターとして戦力になれていなかったが、師匠の命令で常に重い岩を背負った状態で鍛錬していたため何も背負っていない状態では戦う感覚が育っていなかったのが原因であり、ハッコンを背負うことで本来の戦闘力が発揮できるようになった。また瓦礫などの荷物運びならば怪力を存分に発揮できるため、そちらの方面でも重宝される。ただし、褒められると調子に乗り周囲の警戒が疎かになる。
序盤はハッコンをそのまま抱えて運んでいたが、後に背負子を購入しハッコンを背負って運んでいる。
現在住んでいる集落とは別に故郷があったのだが、魔物に破壊され両親とも死別している。その時怪力の加護がありながら怖くて何もできなかった自分を恥じており、ハンターとして戦うきっかけとなった。現在その事情を知っているのは同じ境遇のヒュールミと、そのヒュールミが話して知ったハッコンのみ。
ハッコンに対しては初対面時助けられたうえ、出会って以降自分の境遇が悉く改善されていることから強く信頼を置いており、誘拐などで自分から離れると前述の過去も影響して激しく取り乱している。ハッコンが階層割れに巻き込まれて下の階層に落ちた際は、ハッコンを置いていく判断をしたケリオイルに凄まじい剣幕で問い詰めた。迷宮の伝説からハッコンが人間に戻れる可能性に誰よりも反応し、「お話ししたい、手料理を食べて貰いたい」とハッコンが人間に戻ることを望んでいる。
ホラーが非常に苦手で、幼い頃は話を聞いただけで夜トイレに行けなくなった。現在もあまり克服できておらず、口では強がるものの遭遇すると気絶するほど。
ヒュールミ
声 - 青木志貴（第1期）→藍原ことみ（第2期）
ラッミスの幼馴染である魔道具技師の女性。強気な性格で一人称は「俺」。ヤンキー口調。誘拐された身にもかかわらず逆に盗賊を威圧するなどかなりの度胸があるが、自分で戦う力は持っていない。優秀ながらもマッドサイエンティストの気質があり、幼少期は様々な実験で周囲に迷惑をかけた経験がある。
序盤は連絡が付かず迷宮内にいると思われていたが、実際にはハッコンを調べさせて金を取り出させるため、盗賊団に誘拐され、アジトに閉じ込められていた。
盗賊団に連れてこられたハッコンの調査を命じられ、ハッコンと交流しながら機能を調べていき、ハッコンに人間の魂が入っていることに最初に気が付いた。またハッコンが出す商品によって不便な環境が改善される。その後ハッコンを救出しにアジトを襲撃したラッミス達に、ハッコン共々無事に救出される。
ラッミス達の襲撃により倉庫に保管していた爆石が爆発し、アジトが崩落して瓦礫に押し潰されかけるが、ハッコンが結界で阻止。また盗賊が貯め込んだ金貨をハッコンに使い、ポイントを溜めて結界を維持。瓦礫で密閉状態となりヒュールミが酸欠になりかけた際は、酸素自動販売機に変身したハッコンが酸素を補給することで生き長らえた。
スオリの頼みで魔道具の品評会に参加した時は、人の魂を閉じ込めた違法な人型魔道具が暴走した際素早く人型魔道具の解析を行い、魂を解放して機能停止させた。
その後は迷宮の調査役として迷宮攻略に同行する。しかし亡者の嘆き階層で遭遇した冥府の王との戦いで捕まり、電気ショックにより心肺停止状態にされてしまうが、冥府の王を撃退した後ハッコンのAEDとラッミスの心臓マッサージにより息を吹き返した。
ラッミスと同様故郷を魔物に破壊され、両親と死別している。
テレビアニメ版では12話にて冥府の王との戦闘後、蘇生の礼としてシュイと共にハッコンにキスをする描写が加わった。
熊会長
声 - 宮内敦士
清流の湖階層のハンター協会会長を務める熊獣人。二足歩行する熊がメガネを掛け黒と緑色の服を着ている、といった外見。「ボミー」という本名があるのだが、「熊会長」と呼ばれることが多い。
ラッミスほどではないが外見通りの力持ち。またハンター協会会長はハンターの経験が無いとなれないため、戦闘能力も高い。
シュイ
声 - 富田美憂
愚者の奇行団のメンバー。底なしの胃袋を持つ食いしん坊な弓使い。小柄な見た目とは裏腹にかなり大食漢であり、大食い大会で優勝した実績を持つ。「～っす」という口調で話す。
始まりの階層にある孤児院の出身であり、いつか孤児院の皆が幸せになれることを目指して愚者の奇行団に入団している。
亡者の嘆き階層で遭遇した冥府の王との戦いで捕まり、電気ショックにより心肺停止状態にされてしまうが、冥府の王を撃退した後ハッコンのAEDとケリオイルの心臓マッサージにより息を吹き返した。
テレビアニメ版では12話にて冥府の王との戦闘後、蘇生の礼としてヒュールミと共にハッコンにキスをする描写が加わった。
ケリオイル
声 - 中井和哉
カウボーイ風の衣装を着た男。「愚者の奇行団」というパーティの団長。ナイフによる戦闘を得意とする。
パーティ内の仲は、ケリオイルが自分の嫌な仕事を押し付けたり、憎まれ口をたたき合ったりするが良好。
ハッコンを愚者の奇行団の目的に必要不可欠としてラッミスごと取り込もうとしているが、うまくいっていない。
階層主である八本足鰐との戦いの際やむを得ずハッコンを置いていく選択をしたが、それが階層割れによりハッコンが下の階層に落ちてしまうトラブルを招き、当時気絶していたラッミスが後に意識を取り戻した際ハッコンの現状を知ると凄まじい剣幕で詰め寄られ、慌ててハッコンの回収に向かう羽目になった。
実はフィルミナは妻であり赤と白は自分の子供。愚者の奇行団は一家で構成されたパーティである。
フィルミナ
声 - 茅野愛衣
愚者の奇行団の副団長。好き勝手にふるまうケリオイルの補佐を行っている。水魔法による遠距離攻撃を得意とする。
金に貪欲であり、金の話になるとケリオイルもタジタジになるほど強気になる（愚者の奇行団の懐事情のせいでもあるが）。
ホラーが苦手で、亡者の嘆き階層には同行しなかった。
実はケリオイルは夫であり赤と白は自分の子供。
赤、白
声 - 山下大輝（赤）、榎木淳弥（白）
愚者の奇行団の偵察係を務める双子。髪の色そのままの名前だが、偽名ではなくこれが本名。
二人共に決まった装備は無く、剣、槍、手斧など様々な武器を使う。
実はケリオイルとフィルミナの間に生まれた子供である。
ヘブイ
声 - 松岡禎丞
愚者の奇行団の治癒担当。靴に強い愛を持つ、ちょっと危ない靴フェチ聖職者。
ミシュエル
声 - 江口拓也
金髪のイケメン剣士。単独でハンターをしている。
実はコミュ障で、人を前にすると緊張でまともに会話が出来なくなる。単独で行動しているのは他人と話せないのが原因。
コミュ障を治すため、ラッミス達の調査に同行する。ハッコンに対しては意思があるのは知っているが、どう見ても人の姿に見えないからか緊張せず接する事が出来る。その後ラッミスが不調で倒れた際に助けてからラッミス達に対しては打ち解け、緊張せず接する事が出来るようになった。
理由は不明だが命を狙われており、度々刺客に襲われている。ミシュエル自身は犯人に心当たりがあるようだが、口にすることは無かったため誰かは不明。ラッミス達の調査に同行した際も襲われ、安全のためにラッミスと別れて別の階層に向かった。
その後愚者の奇行団に接触して仮入団し、亡者の嘆き階層で再開。階層主の討伐に協力した。
スオリ
声 - 星ノ谷しずく
お金持ちのお嬢様。かなりのお転婆で、ハッコンに対し石を投げたりラッミスから金で買い取ろうとした。
魔道具の品評会が開催された際はヒュールミとハッコンを頼って参加する。
おかみさん
声 - 早水リサ
ラッミスが世話になっている宿屋の女将。
ムナミ
声 - 奥井ゆうこ
宿屋の自称看板娘。外食チェーン店が進出してきた時は、ハッコンの協力で新メニュー開発に取り組み既存店舗の売上アップに成功。チェーン店を撤退に追い込ませた。その他、大食い大会を開催する際に「少量の料理で腹持ちを良くさせるにはどうすべきか？」という相談で訪ねてくるなど、何かとハッコンを頼る機会が多い。
序盤でラッミスが囮にされた際は相手の悪評を流して集落に居られなくするなど、腹黒なところがある。
グゴイル
声 - 高橋伸也
小悪党。ハッコンからお金を盗み出そうとするも、ハッコンの前に上手くいかず八つ当たりで傷つけようとしてラッミスに捕縛される。その直後に王蛙人魔に襲われ、騒ぎ始めたグゴイルを黙らせようとハンターたちがキャンディーとコーラをまとめて飲ませたことで口の中でメントスコーラの現象が発生、思いがけず王蛙人魔の足止めに一役買う。
その後、懲りずに悪党たち（声 - 藤崎雄大、今井文也、滝口巧、山口令悟）と手を組んでハッコンを拉致。すでに大量の金貨を盗み出していたにもかかわらず、誘拐したヒュールミを使ってまたもハッコンからお金を盗み出そうとした。しかしハッコンを探しに来た愚者の奇行団により、仲間たちに加え親分（声 - 藤井隼）と共に囚われの身となる。また既に盗んでいた金貨はハッコンの結界の維持のためにすべて使われてしまう。ヒュールミの強気な態度に怯えるほどの気弱で汚い男。
カナシ
声 - 和多田美咲
スオリが目の敵にする令嬢。互いに罵り合うほど仲が悪い。
自身が開催する魔道具の品評会でスオリを見下そうとするも、自身が用意した魔道具技師（声 - 手塚ヒロミチ）が人の魂を閉じ込めた違法な人型魔道具を使用したうえ、それを暴走させたため失敗に終わった。
カリオス、ゴルス
声 - 武虎（カリオス）、岩澤俊樹（ゴルス）
清流の湖階層内の集落の門番。スキンヘッドの男がカリオスで、角刈りの男がゴルス。
煮物が好物で、特にハッコンから購入するおでんが好み。
ミケネ、スコ、ペル、ショート
声 - 前田玲奈（ミケネ）、井澤詩織（スコ）、芹澤優（ペル）、徳井青空（ショート）
「暴食の悪魔団」というパーティを組み、清流の湖階層の下にある迷宮階層を攻略中の4人組。リーダー格のミケネ、唯一の女性であるスコ、水色の体色のペル、褐色の体色のショートで構成され、全員タスマニアデビルの獣人である。
タスマニアデビルの習性および暴食の悪魔団という名前通り、全員が食欲旺盛。熊会長をはじめ、彼らを知る者たちからはもっぱら「大食い団」と呼ばれる。食費がかさんで金欠のため、一攫千金を狙って迷宮階層に挑んでいた。
階層割れにより清流の湖階層から落ちてきたハッコンと遭遇、魔道具として売り払おうと迷宮から持ち出そうとした矢先、ハッコンを追いかけて降りてきたラッミス達と合流する。
知能はあまり良くなく、ハッコンが出す食べ物であっさり懐柔されたり、熊会長から指摘されるまでハッコンに人格があることに気づかずに「反応して適当に言葉を発しているだけ」と思い込んでいた。
その後亡者の嘆き階層攻略に参加し、階層主討伐に協力した。
ケシャ
声 - いなせあおい
迷路階層のハンター協会受付嬢。
シャーリィ
声 - 森なな子
夜の仕事を取り仕切っている。仕事上、衛生にこだわっている。
アコウイ
声 - 東城日沙子
両替商。
銀貨を大量に使用させたハッコンに両替を提案するも、そもそもポイントに変えられているので出せなかったところ、金貨で商品を買い銀貨のお釣りを受け取ることで両替を行った。
ゴッガイ
声 - 江越彬紀
両替商の助手。お金の輸送を担当している。
シメライ
声 - 玉井勇輝
清流の湖階層に住むお爺さん。かつてギャンブルにハマっていた時期がある模様。
自分の子供達が帰ってくることを聞き、「1日幸せになれる」と迷信が出来た自販機のルーレットを当てようとするも、ユミテに止められる。
その後メイと共に自販機のルーレットを回すと、一発で当たった。
ユミテ
声 - 青山桐子
清流の湖階層に住むお婆さん。
自販機のルーレットを当てようとするシメライを、またギャンブルにハマり出したと勘違いし怒る。
メイ
声 - 薮島朱音
シメライとユミネの孫。シメライの子である母親と共に清流の湖階層に来た。
シメライと共に自販機のルーレットを回すと、一発で当たり、出てきた水をシメライにあげた。
メイの母親
シメライとユミネの子。
シメライとユミネの制止を振り切って男と駆け落ちするが、その男に逃げられ清流の湖階層に戻ってきた、という経緯がある。
テレビアニメ版ではその経緯は全く説明されていない。
孤児院の園長
声 - 國府咲月
始まりの階層の孤児院の園長。元凄腕のハンターであり、熊会長と組んでダンジョンを攻略していた時期があった模様。ケリオイルですら、その能力には一目置くほど。かつてのシュイの弓の師。
現在でも腕前は健在であり、孤児院の子供達を守るため、弓を持ってハンター崩れのならず者と戦うことがある。
常に笑顔を浮かべる優しい性格で、シュイがハッコンを連れて来た時も子供達の笑顔を見れたことに対し礼を言う。しかし先述のならず者が襲来した時はそれまでとは一変して顔色が変わり、恐ろしい表情を浮かべていた。
宿屋の女将
声 - 寺依沙織
亡者の嘆き階層の宿屋の女将。
キコユ
声 - 高橋李依
謎多き少女。魔物を吸収する不思議な力を持つ土の球「畑の欠片」とともに行動している。
子供の死人魔
ハッコンが亡者の嘆き階層で遭遇した少年の死人魔。
通常、亡者の嘆き階層の魔物は生者にしか反応しないため魔道具扱いのハッコンは襲われないのだが、この死人魔だけは興味を示した。ハッコンが飲み物を与えると味を占めたのか毎晩ハッコンの元に現れ、飲み物を貰っていた。
ハッコンがラッミスや愚者の奇行団と共に遠征中にも現れたが、事情を知らない赤と白によって討伐されてしまった。この時銅貨を手に持っており、「硬貨をハッコンに入れて飲み物を買う」ことを学習していた模様。
死霊王
声 - 間宮康弘
亡者の嘆き階層の階層主。
冥府の王
声 - 速水奨
魔王配下の将軍。ハッコンが只者ではないと見抜き、再会を期する台詞を吐いて消え去る。

## 用語
ダンジョン
本作品のダンジョンは洞窟や地下道のような外見ではなく、空が形成される程巨大な空間が縦にいくつも重なった階層構造になっている。階層ごとの移動は転送陣という魔法陣を用いる。
地下であるにもかかわらず昼夜の概念が存在し、一部の階層を除けば植物も自生しており、本物の外とは殆ど見分けがつかない。
最下層を攻略した上で条件を満たすと、それまでに手に入れたメダルの数に応じてあらゆる願いを叶えることができ、願いを叶え終えるとダンジョン自体が消滅する。
ダンジョンが消滅した際中にいた人間は外に強制的に転移される。
清流の湖階層
転生したハッコンが最初にいた場所であり、ラッミス達の集落がある2層目の階層。名前通り湖がある平地という地形。
蛙人魔、鰐人魔、双頭蛇の3種類の魔物が住んでいる。また階層主として巨大な八本足のワニである八本足鰐が存在する。
迷宮階層
清流の湖階層の下になる3層目の階層。名前通り階層内に迷路があり、迷路の外は何もない荒野となっている。ここには魔物だけでなくダンジョンが作り出した落とし穴などの罠も設置されている。
魔物はオークである豊豚魔と頭蓋骨が宙に浮き炎を纏っているという外見の炎飛頭骨魔、階層主として炎を纏い骨盤から下が無い4本腕の巨大なスケルトンである炎巨骨魔が存在する。魔物は迷宮内にしか出現せず、迷宮の外周は安全地帯。
始まりの階層
清流の湖階層の上にあり、ダンジョンの入り口となる1層目の階層。岩肌が露出した洞窟のような地形となっている。ダンジョンに入った際は必ずこの階層を通り、奥の転送陣にたどり着かなければ他の階層へ行くことは出来ない。
この階層に住んでいるのは実力不足や捨てられた子供など、訳があって転送陣にたどり着けなかった者が主となっている。誰でも入れるため他の階層よりも治安が悪く、窃盗などの犯罪を行うハンター崩れなどのならず者がいる。
亡者の嘆き階層
迷宮階層の下にある4層目の階層。階層中に乱立した墓、集落がボロボロのまま修繕されていないなど、ホラー要素が強い。
魔物はアンデッド系が中心で、迷宮階層にもいた炎飛頭骨魔の他、スケルトンである骨人魔、ゾンビである死人魔、階層主として高名な魔術師のゾンビである死霊王が存在する。この階層の魔物は生者に反応して襲い掛かってくるため、基本的に無機物には興味を示さない。なお、塩や聖水、回復魔法によるダメージなどの弱点は存在しない。
ハンター
魔物を倒してダンジョンを攻略する職業。ダンジョンの各階層ごとに存在する「ハンター協会」という組織によって統制されている。
階層主
各階層に一匹しか存在しない強力な魔物。倒すと願いを叶える権利であるメダルを落とす。
階層割れ
文字通り階層を分ける地面や天井が割れ、一時的に穴が開く現象。非常に重量の重い魔物が暴れたり、強力な攻撃を地面に当てた場合に発生する。
どの階層も天井から地面までの距離が非常に長いため、階層割れに飲み込まれた場合は大抵自由落下による猛スピードで下の階層の地面に激突し、死亡することとなる。
階層割れそのものは時間経過で修復され、最終的に穴が塞がり元に戻る。
魔道具
魔力を使って機能する道具の総称。ハッコンはこの一種として扱われている。
魔石
魔道具の燃料として機能する、魔力を溜めこんだ石。
爆石
魔石の中でも欠陥のある物。衝撃を与えると溜め込んだ魔力が暴走、爆発を起こすため、この名前が付いた。
獣人
本作品における獣人は獣の要素が非常に強く、ファンタジー作品によくある獣耳や尻尾が付いた人型ではなく、獣そのものが二足歩行をしている外見となっている。

## 既刊一覧

### 小説

#### 旧版
- 昼熊（著）・加藤いつわ（イラスト） 『自動販売機に生まれ変わった俺は迷宮を彷徨う』 KADOKAWA〈角川スニーカー文庫〉、既刊3巻（2017年2月1日現在）
  1. 2016年8月1日発売[12]、978-4-04-104728-6
  2. 2016年10月1日[13]、978-4-04-104729-3
  3. 2017年2月1日[14]、978-4-04-105174-0

#### 新装版
- 昼熊（著）・憂姫はぐれ（イラスト） 『【新装版】自動販売機に生まれ変わった俺は迷宮を彷徨う』 KADOKAWA〈角川スニーカー文庫〉、既刊4巻（2025年7月1日現在）
  1. 2023年6月30日[15]、978-4-04-111959-4
  2. 2023年9月1日[16]、978-4-04-111960-0
  3. 2023年12月28日[17]、978-4-04-111961-7
  4. 2025年7月1日[18] 、ASIN B0FDKJM9V1、電子書籍限定、4巻から7巻を収録。

### 漫画
- 九二枝（作画）・昼熊（原作）・憂姫はぐれ（キャラクターデザイン） 『自動販売機に生まれ変わった俺は迷宮を彷徨う』 KADOKAWA〈電撃コミックスNEXT〉、既刊2巻（2023年3月25日現在）
  1. 2022年3月25日[19]、978-4-04-914323-2
  2. 2023年3月25日[20]、978-4-04-914964-7

## テレビアニメ
2022年8月にアニメ化企画進行中であることが発表され、第1期は2023年7月から9月までTOKYO MXほかにて放送された。第2期は第1期の放送終了後に制作が発表された。第2期（2nd season）は2025年7月より放送中。

### スタッフ
|                                | 1st season                                                 | 2nd season                                                  |
| ------------------------------ | ---------------------------------------------------------- | ----------------------------------------------------------- |
| 原作                           | 昼熊                                                       | 昼熊                                                        |
| 監督                           | 秋田谷典昭                                                 | 山本天志                                                    |
| シリーズ構成                   | 髙橋龍也                                                   | 髙橋龍也                                                    |
| キャラクター原案               | 憂姫はぐれ                                                 | 憂姫はぐれ                                                  |
| キャラクターデザイン           | 酒井孝裕                                                   | 酒井孝裕                                                    |
| キャラクターデザイン           | N/A                                                        | 山内尚樹                                                    |
| モンスターデザイン             | あきづきりょう                                             | あきづきりょう                                              |
| 副監督                         | 高橋雅之                                                   | N/A                                                         |
| 総作画監督                     | 山内尚樹、小関雅                                           | 山内尚樹、小関雅                                            |
| 総作画監督                     | 田津奈々子、津幡佳明                                       | Hwang Mijeong、Song Hyeon-ju                                |
| サブキャラクターデザイン       | 山内尚樹                                                   | N/A                                                         |
| メインアクションアニメーター   | N/A                                                        | 鐘文山                                                      |
| デフォルメキャラクターデザイン | N/A                                                        | 伊部由起子                                                  |
| メインプロップデザイン         | コレサワシゲユキ、灯夢                                     | コレサワシゲユキ、灯夢                                      |
| 自動販売機デザイン             | 小高みちる、刻田門大                                       | 小高みちる、刻田門大                                        |
| 色彩設計                       | 鈴木ようこ                                                 | 鈴木ようこ                                                  |
| 美術監督                       | 岩瀬栄治                                                   | 内藤健                                                      |
| 美術設定                       | 大平司                                                     | 滝口勝久                                                    |
| 撮影監督                       | 魚山真志                                                   | 松向寿                                                      |
| 編集                           | 坪根健太郎                                                 | 武宮むつみ                                                  |
| 音響監督                       | 郷文裕貴                                                   | 小沼則義                                                    |
| 音楽                           | 浦木裕太、高橋慶多                                         | 浦木裕太、高橋慶多                                          |
| 音楽制作                       | 日本テレビ音楽                                             | 日本テレビ音楽                                              |
| 音楽プロデューサー             | 千石一成、内海宏樹                                         | 千石一成、内海宏樹                                          |
| 音楽プロデューサー             | N/A                                                        | 前田杏子                                                    |
| プロデュース                   | スロウカーブ                                               | N/A                                                         |
| チーフプロデューサー           | 中谷敏夫、江波戸憲司                                       | 中谷敏夫、江波戸憲司                                        |
| チーフプロデューサー           | 堀越大                                                     | 松田大洋、末吉太平                                          |
| プロデューサー                 | 大路菜央、宮城雄大、曹聡、桒原和也、秋田真吾               | 大路菜央、宮城雄大、曹聡、桒原和也、秋田真吾                |
| プロデューサー                 | 丸山創、榮龍太朗 植原朋也、米森裕人                        | 中村考太郎、高橋亮介 久保田暁                               |
| アニメーションプロデューサー   | 富岡哲也                                                   | 富岡哲也                                                    |
| アニメーション制作             | Studio五組、AXsiZ                                          | Studio五組、AXsiZ                                           |
| 製作                           | 「自動販売機に生まれ変わった俺は 迷宮を彷徨う」 製作委員会 | 「自動販売機に生まれ変わった俺は 迷宮を彷徨う2」 製作委員会 |

### 主題歌
「ファンファーレ」
BRADIOによる第1期オープニングテーマ。（CROWN STONES）
「いつものスープ」
Peel the Appleによる第1期エンディングテーマ。作詞・作曲・編曲は村田祐一。
「未来サイダー」
BRADIOによる第2期オープニングテーマ。作詞は真行寺貴秋、作曲・編曲はBRADIO。
「僕だけの地平線」
相羽あいなによる第2期エンディングテーマ。作詞はカシラテ、作曲・編曲は先田貴裕。

### 各話リスト
| 話数       | サブタイトル               | 脚本       | 絵コンテ              | 演出                | 作画監督                                                                                               | 総作画監督                   | 初放送日      |            |            |            |            |            |            |            |            |            |            |            |            |            |            |            |            |            |
| 1st season | 1st season                 | 1st season | 1st season            | 1st season          | 1st season                                                                                             | 1st season                   | 1st season    | 1st season | 1st season | 1st season | 1st season | 1st season | 1st season | 1st season | 1st season | 1st season | 1st season | 1st season | 1st season | 1st season | 1st season | 1st season | 1st season | 1st season |
| ---------- | -------------------------- | ---------- | --------------------- | ------------------- | --- | ---------------------------- | ------------- | ---------- | ---------- | ---------- | ---------- | ---------- | ---------- | ---------- | ---------- | ---------- | ---------- | ---------- | ---------- | ---------- | ---------- | ---------- | ---------- | ---------- |
| #1         | 自動販売機、移動する       | 髙橋龍也   | 秋田谷典昭            | 山口美浩            | 田津奈々子 津幡佳明 片岡英之 中山智貴 柄谷綾子 高梨光 山本真嗣                                         | 山内尚樹                     | 2023年 7月5日 |            |            |            |            |            |            |            |            |            |            |            |            |            |            |            |            |            |
| #2         | 王蛙人魔が現れた           | 安永豊     | Royden B 大嶋博之     | 藤中達也            | 鐘文山 山本正嗣 池田竜也 高梨光 服部憲知                                                               | 小関雅                       | 7月12日       |            |            |            |            |            |            |            |            |            |            |            |            |            |            |            |            |            |
| #3         | 復興                       | 髙橋龍也   | 大嶋博之              | 能見昌照            | Park Ae-ri Yun Jeong-hye Choo Ok-yun Song Seung-taek                                                   | 田津奈々子                   | 7月19日       |            |            |            |            |            |            |            |            |            |            |            |            |            |            |            |            |            |
| #4         | ハッコン、誘拐される       | 安永豊     | 山田弘和              | 山口美浩            | 片岡英之 山本真嗣 王夢霊 権伍驥                                                                        | 山内尚樹                     | 7月26日       |            |            |            |            |            |            |            |            |            |            |            |            |            |            |            |            |            |
| #5         | 見栄とプライドと自動販売機 | 安永豊     | 鈴木輪流郎            | 佐々木純人          | 高梨光 中山智貴 柄谷綾子 鐘文山 服部憲知 石橋友紀恵                                                    | 津幡佳明                     | 8月2日        |            |            |            |            |            |            |            |            |            |            |            |            |            |            |            |            |            |
| #6         | 戦う自動販売機             | 髙橋龍也   | 竹内光 吉川浩司       | 浜崎徹              | 栗原基樹 松村康功 リブート 暁 TripleA 日影工房                                                         | 田津奈々子                   | 8月9日        |            |            |            |            |            |            |            |            |            |            |            |            |            |            |            |            |            |
| #7         | 暴食の悪魔団               | 安永豊     | なかの★陽 秋田谷典昭  | 藤中達也            | 高梨光 髙橋紀子 山本正嗣 石橋友紀恵 鐘文山 Revival RadPlus                                             | 山内尚樹                     | 8月16日       |            |            |            |            |            |            |            |            |            |            |            |            |            |            |            |            |            |
| #8         | 迷路階層の炎巨骨魔         | 髙橋龍也   | 竹谷和真 高橋雅之     | 佐々木純人          | 高梨光 山本正嗣 石橋友紀恵 服部憲知 麦冬動画                                                           | 津幡佳明                     | 8月23日       |            |            |            |            |            |            |            |            |            |            |            |            |            |            |            |            |            |
| #9         | 理想の英雄未満             | 安永豊     | 鈴木輪流郎            | 能見昌照            | Park Ae-ri Han Eun-mi Beak Yeon-ju                                                                     | 田津奈々子                   | 8月30日       |            |            |            |            |            |            |            |            |            |            |            |            |            |            |            |            |            |
| #10        | 胃袋の果てに               | 髙橋龍也   | 田部伸一              | 佐々木純人          | スタジオレオ 趙益 鳥海真裕 高添響                                                                      | 山内尚樹                     | 9月6日        |            |            |            |            |            |            |            |            |            |            |            |            |            |            |            |            |            |
| #11        | 亡者の嘆き階層             | 安永豊     | 鈴木輪流郎            | 佐々木純人 能見昌照 | 崔舒婷 馮含露 高梨光 中山智貴                                                                          | 津幡佳明                     | 9月13日       |            |            |            |            |            |            |            |            |            |            |            |            |            |            |            |            |            |
| #12        | 自動販売機として出来ること | 髙橋龍也   | 佐々木純人 秋田谷典昭 | 佐々木純人 藤中達也 | 山本正嗣 高梨光 馮含露 中山智貴 鐘文山                                                                 | 山内尚樹 津幡佳明            | 9月20日       |            |            |            |            |            |            |            |            |            |            |            |            |            |            |            |            |            |
| 2nd season |                            |            |                       |                     | |                              |               |            |            |            |            |            |            |            |            |            |            |            |            |            |            |            |            |            |
| #1         | ハンターと思惑             | 髙橋龍也   | 山本天志              | 黒田幸生            | Song Hyun ju Kim Gi-yeop Eunyoung Choi Sin seung suk Ko yuil Ahn In-m                                  | 山内尚樹                     | 2025年 7月2日 |            |            |            |            |            |            |            |            |            |            |            |            |            |            |            |            |            |
| #2         | 意思の疎通                 | 梧桐翔大   | 山本天志              | 藏本穂高            | Chae Gwang Han Lee Mi Young Shin Su Ryun Han Seung Jin Lim Chae Gil 田津奈々子                         | Song Hyeon-ju Hwang Mi-jeong | 7月9日        |            |            |            |            |            |            |            |            |            |            |            |            |            |            |            |            |            |
| #3         | 強い想い                   | 安永豊     | 加藤もえ 山本天志     | 藤中達也            | Gu Gyeong-ok Bae Jae-un Kim Ran-yeong                                                                  | Song Hyeon-ju Hwang Mi-jeong | 7月16日       |            |            |            |            |            |            |            |            |            |            |            |            |            |            |            |            |            |
| #4         | 聖職者と自動販売機         | 髙橋龍也   | 山本天志              | 山根幹史            | 服部憲知 池田竜也 中山智貴 田津奈々子 木村都彦 西田美弥子 FAN DONG DONG yin shao feng HWANG HYUNGRAK   | 小関雅                       | 7月23日       |            |            |            |            |            |            |            |            |            |            |            |            |            |            |            |            |            |
| #5         | 各々の望み                 | 梧桐翔大   | 沖崎光一              | 藤中達也            | Park yeong-hee Bae Jae-un Kim Ran-yeong Lee Seung-hee 田津奈々子                                       | Song Hyeon-ju Hwang Mi-jeong | 7月30日       |            |            |            |            |            |            |            |            |            |            |            |            |            |            |            |            |            |
| #6         | 甘い誘惑                   | 安永豊     | 中山岳洋              | 黒田幸生            | O Sowon Chae Gwanghan Choi jio                                                                         | Song Hyeon-ju Hwang Mi-jeong | 8月6日        |            |            |            |            |            |            |            |            |            |            |            |            |            |            |            |            |            |
| #7         | 動物と少女                 | 安永豊     | 藤中達也              | 藤中達也            | sun qiang fan dong dong liu qi qi zhang qian ru HYUN GRAK                                              | 小関雅                       | 8月13日       |            |            |            |            |            |            |            |            |            |            |            |            |            |            |            |            |            |
| #8         | 闇の森林階層               | 梧桐翔大   | 沖崎光一              | 藏本穂高            | 崔舒婷 西田美弥子 田津奈々子 中山智貴 Gu Gyeong-ok Choi Eunyoung Park Younghee Kim Ran-yeong StudioBus | Song Hyeon-ju Hwang Mi-jeong | 8月20日       |            |            |            |            |            |            |            |            |            |            |            |            |            |            |            |            |            |

### 放送局
| 放送期間               | 放送時間                     | 放送局   | 対象地域 | 備考                                       |
| ---------------------- | ---------------------------- | -------- | -------- | ------------------------------------------ |
| 2023年7月5日 - 9月20日 | 水曜 22:00 - 22:30           | TOKYO MX | 東京都   |                                            |
|                        |                              | AT-X     | 日本全域 | CS放送 / 字幕放送 / リピート放送あり       |
| 2023年7月6日 - 9月21日 | 木曜 0:30 - 1:00（水曜深夜） | BS日テレ | 日本全域 | 製作参加 / BS放送 / 『アニメにむちゅ〜』枠 |

| 配信開始日    | 配信時間           | 配信サイト |
| ------------- | ------------------ | --- |
| 2023年7月5日  | 水曜 22:00 更新    | dアニメストア DMM TV |
| 2023年7月8日  | 土曜 22:00 更新    | U-NEXT アニメ放題 |
| 2023年7月12日 | 水曜 21:00 - 21:30 | ABEMA |
|               | 水曜 21:00 更新    | FOD Hulu J:COMオンデマンドメガパック Lemino milplus見放題パックプライム Prime Video TELASA スマートパスプレミアム ニコニコ バンダイチャンネル HAPPY!動画 クランクイン！ビデオ ムービーフルPlus |

| 放送期間       | 放送時間               | 放送局   | 対象地域 | 備考                                            |
| -------------- | ---------------------- | -------- | -------- | ----------------------------------------------- |
| 2025年7月2日 - | 水曜 22:00 - 22:30     | TOKYO MX | 東京都   |                                                 |
| 2025年7月3日 - | 木曜 23:00 - 23:30     | BS日テレ | 日本全域 | 製作参加 / BS/BS4K放送 / 『アニメにむちゅ〜』枠 |
|                | 木曜 23:30 - 金曜 0:00 | AT-X     | 日本全域 | CS放送 / 字幕放送 / リピート放送あり            |

| 配信開始日   | 配信時間        | 配信サイト                      |
| ------------ | --------------- | ------------------------------- |
| 2025年7月2日 | 水曜 22:00 更新 | dアニメストア U-NEXT アニメ放題 |

### BD
| 巻  | 発売日         | 収録話         | 規格品番   |
| --- | -------------- | -------------- | ---------- |
| BOX | 2023年10月25日 | 第1話 - 第12話 | VPXY-72052 |